# Bouchavesnes-Bergen
Bouchavesnes-Bergen là một xã ở tỉnh Somme, vùng Hauts-de-France, Pháp.

## Địa lý
Thị trấn này tọa lạc trên giao lộ của đường D149 và đường N17, khoảng 22 dặm Anh về phía tây bắc của Saint-Quentin.

## Dân số
| 1962                                                           | 1968 | 1975 | 1982 | 1990 | 1999 |
| -------------------------------------------------------------- | ---- | ---- | ---- | ---- | ---- |
| 231                                                            | 239  | 225  | 277  | 359  | 326  |
| Số liệu điều tra dân số từ năm 1962, dân số không tính hai lần |      |      |      |      |      |